# Cașva
Cașva – wieś w Rumunii, w okręgu Marusza, w gminie Gurghiu. W 2011 roku liczyła 522 mieszkańców.